# Nathalie Jeuland
Nathalie Jeuland née le 9 décembre 1985 à Rennes, est une coureuse cycliste professionnelle française.

## Biographie
Elle est la sœur de Pascale Jeuland-Tranchant, coureuse cycliste comme elle.

## Palmarès sur route
- 2006
  - coupe de France espoirs
  - 3e de la coupe de France
  - 3e de GP Cholet - Pays de Loire
  - 3e de Ronde du Mont Pujols
  - 3e de Circuit National Féminin de Saint-Amand-Montrond
- 2007
  - Calan
  - 3e de Route Féminine Du Vignoble Nantais
- 2008
  - Circuit Haute Angevine
  - 2e de Sains
- 2014
  - 5e étape de Trophée d'or féminin